# سالید اسنیک
سالید اسنیک (به ژاپنی: ソリッド・スネーク) یک شخصیت ساختگی از سری بازی‌های متال گیر شرکت کونامی است. او به عنوان یکی از شخصیت‌های اصلی این سری به‌شمار می‌رود که توسط هیدئو کوجیما ساخته شده‌است و صداگذاری آن در ژاپنی توسط آکیو اتسوکا و در انگلیسی توسط دیوید هیتر انجام شده‌است. نام واقعی این شخصیت دیوید بوده و ملیت او آمریکایی است.

## تاریخچه
او یکی از پسران شبیه‌سازی (کلون) شده بیگ باس، حاصل پروژه کودکان سه‌گانه است و در سومین نسخه و اولین نسخه پی اس وان متال گیر به عنوان جوان جاسوسی قرار می‌گیرد که به آلاسکا اعزام می‌شود تا فرماندهٔ قبلی گروه «فاکس‌هاند»، یعنی گری فاکس را به دستور سرهنگ پیدا کند. درآنجا وی متوجه می‌شود که در میان کوه‌های برفی پایگاهی سری قرار دارد که مشغول به ساخت دستگاهی به نام متال گیر است که می‌تواند دنیا را به نابودی بکشاند و پشت سر همهٔ این ماجراها برادرش لیکوئید اسنیک با همکاری آسلات اقرار دارد. سایبورگ در زنزیبار دوست اسنیک بوده که در نیمه‌های راه با اسنیک مواجه می‌شود. سایبورگ نینجا که تحت تأثیر و کنترل فیزیو منتیس می‌باشد به اسنیک حمله کرده و با او مبارزه می‌کند پس از جنگ با اسنیک او می‌گریزد. اسنیک به راهش ادامه می‌دهد و در هر برهه با یک جنگ سالار لیکویید که عضو گروه فاکس هاند بودند مبارزه کند و همه شکست دهد، پس از آن بدنبال نابودی متال گیر می‌رود اما هرچه تلاش کرد تا متال گیر روشن نشود نتوانست بنابراین در نبردی سهمگین علیه متال گیر که لیکوئید سوار بر آن بود موفق می‌شود متال گیر را با کمک دوستش گری فاکس یا سایبورگ نینجا نابود کند که در انتها سایبورگ نینجا برای دفاع اسنیک کشته می‌شود. پس از نابودی متال گیر یا تانک جنگی برای نابود کردن برادرش به بالای متال گیر می‌رود و موفق به شکست دادن وی می‌گردد.
در ادامه به دلیل کلون بودن هر دو در بدنشان ویروس فاکس دای وجود دارد. لیکویید در جا می‌میرد اما سالید زنده می‌ماند ولی اثرات دارو در فاصلهٔ زمانی چند سال بعد از وقایع آلاسکا بر بدن سالید اسنیک جوان اثر می‌کند و دچار پیری زودرس می‌شود و در متال گیر ۴ بعد از وقایع از بین بردن کشتی تروریستی (متال گیر ۲) چهره‌ای بسیار پیر از وی خواهیم دید که با داشتن عمری شش‌ماهه باید برای نجات دنیا بار دیگر با روح لیکوئید که در قالب یکی از وفادارترین سربازانش که اوسلات می‌باشد و دست لیکویید بروی دست خود میوند زده و لیکوییلد می‌تواند توسط دست خود اوسلات را کنترل کند، مبارزه کند. در این بین تکنولوژی به نام «نانو ماشین» وجود دارد که قادر به کنترل سربازان در میدان‌های جنگ است. در نتیجه جنگ به یک تجارت تبدیل شده و اسنیک پیر که اعتیاد شدید به سیگار امانش را گرفته بدون داشتن خاطره‌ای خوش از جوانی و بدون اهمیت دادن به حرف‌های بازدارندهٔ دیگران سالید آی (چشمبندی که نزدیک‌ترین یار اسنیک، آتاکان آن را طراحی کرده و دارای سه قابلیت دید در شب، نرمال و نزدیک‌بینی است) خود را روشن می‌کند و قدم به میدان نبرد می‌گذارد.